# 한국산림과학고등학교
한국산림고등학교(韓國山林科學高等學校)는 대한민국 경상북도 봉화군 춘양면 서동리에 있는 공립 고등학교이다.

## 학교 연혁
- 1972년 1월 14일 : 춘양상업고등학교 인가 (6학급)
- 1972년 3월 17일 : 춘양상업고등학교 개교 (6학급)
- 1981년 11월 28일 : 학칙변경 춘양종합고등학교 인가 (9학급)
- 1991년 3월 1일 : 학칙변경 춘양상업고등학교 인가 (9학급)
- 1999년 2월 15일 : 멀티미디어실 설치
- 2011년 6월 27일 : 산림특성화고 전환으로 학칙변경, 한국산림과학고등학교 인가(6학급)
- 2012년 3월 1일 : 한국산림과학고등학교로 교명 개명(산림환경자원과, 임산물유통정보과 1학급)
- 2021년 3월 2일 : 학과 개명(임산물유통정보과에서 임산가공과로 개명)
- 2021년 8월 15일 : 실습동 신축 및 남자기숙사 증축
- 2023년 3월 1일 : 제23대 윤정란 교장 취임
- 2024년 1월 5일 : 제50회 졸업식(졸업생 누계 3,884명)
- 2024년 3월 4일 : 입학식(남 29명, 여 16명 총 45명 입학)

## 설치 학과
- 산림환경자원과
- 임산가공과

## 참고 자료
- 한국산림과학고등학교 - 한국교육학술정보원 학교알리미